# Monastère de Béthanie de Géorgie

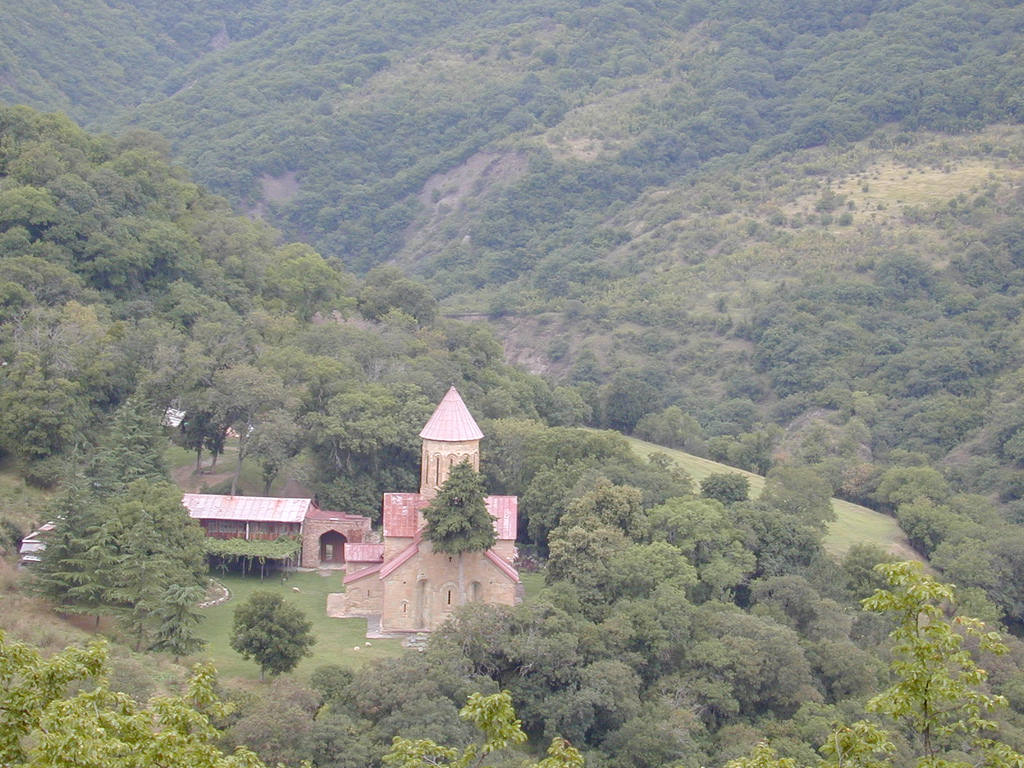
Vue du monastère

Le monastère de Béthanie, voué à la Nativité de la Vierge Marie, se trouve en Géorgie à 16 km au sud-ouest de Tbilissi. Il est célèbre pour ses fresques représentant les grands personnages de l'histoire de Géorgie. Son nom provient du village biblique de Béthanie, où Jésus fut invité par Marthe et Marie.

## Histoire
Une communauté de moines a été installée par la famille princière Orbeli sur les hauteurs de la vallée de la rivière Véré et y a construit un monastère. Les bâtiments actuels datent du tournant du XIIe et du XIIIe siècle. Le monastère passe ensuite à la famille Gostachabichvili. Le monastère est plusieurs fois saccagé et à demi en ruines à cause des multiples invasions qui frappent la région. Il est restauré au milieu du XIXe siècle, grâce aux efforts du prince Gagarine, futur vice-président de l'Académie impériale des beaux-arts. Il découvre dans les années 1847-1850 les fresques, dont celle de la reine Thamar de Géorgie, et les fait restaurer. Il met plusieurs années à publier en français et en russe un album de reproductions des fresques et à trouver des mécènes.
La petite communauté monastique est dissoute par les autorités soviétiques dans les années 1930 et certains moines sont fusillés. Le monastère reste cependant ouvert au culte de façon plus ou moins légale, mais ferme en 1963 pendant la grande campagne d'athéisme décidée par Khrouchtchev et relayée par les autorités locales. Le patriarche Élie II obtient sa réouverture en 1978. Il a été restauré après l'indépendance du pays dans les années 1990 et la communauté monastique s'est agrandie.

## Architecture

La fresque du monastère de Betania, en Géorgie.

Le monastère était ceinturé d'une muraille dont il ne reste plus que quelques ruines dans la forêt. Il comprend l'église de la Nativité-de-la-Mère-de-Dieu (fin du XIIe siècle), église à croix inscrite construite en pierres dont la façade orientale est décorée de niches et d'ornementations sculptées. Il semble que l'église repose sur les bases d'une basilique plus ancienne du Xe siècle. On trouve à côté de l'église principale, une église (1196) plus petite consacrée à saint Georges et les ruines d'une tour.

## Galerie

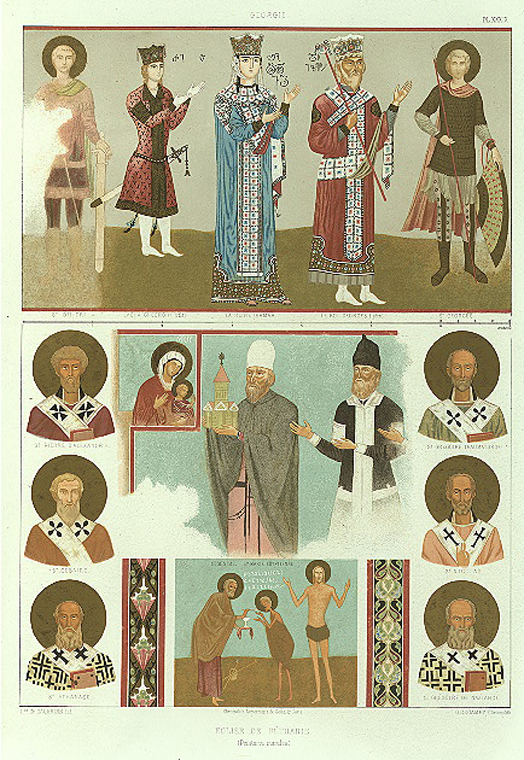
En haut de gauche à droite : Georges IV, Thamar et Georges III
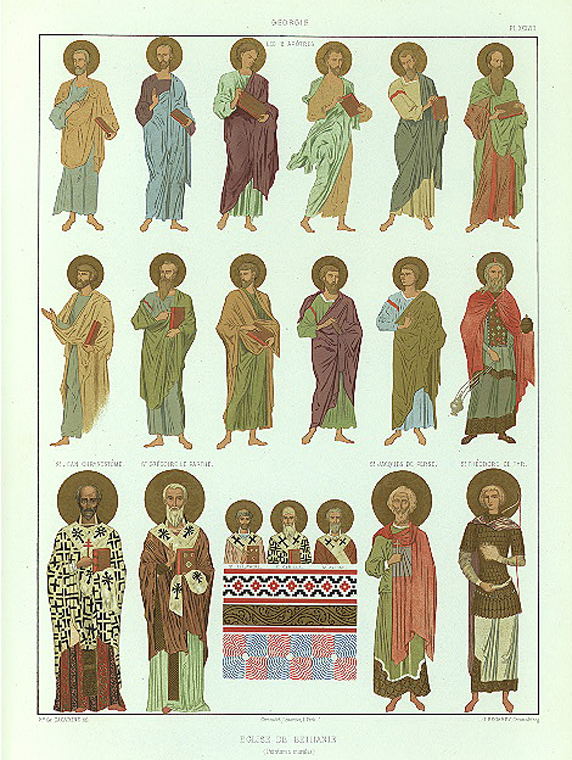
Les apôtres, publié par le prince Gagarine (1847)
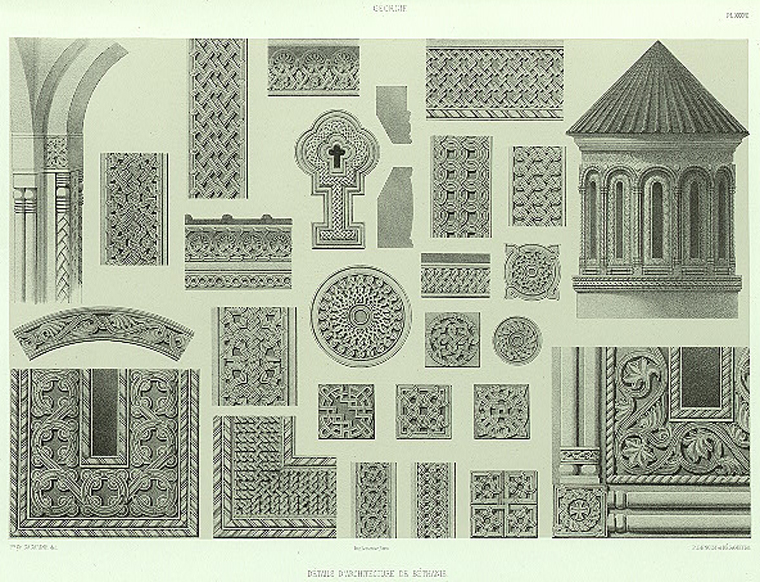
Détails d'architecture de Béthanie par le prince Gagarine (1847)
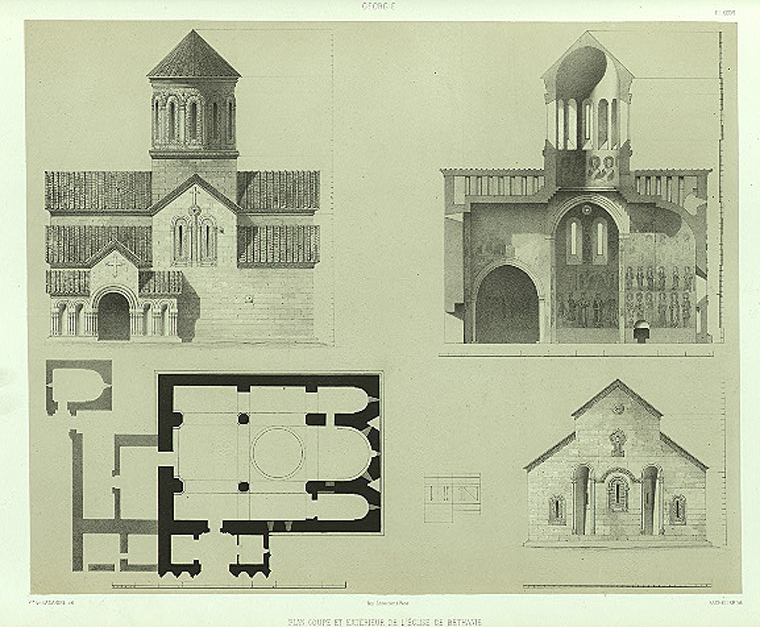
Plan, coupe et extérieur de l'église de Béthanie
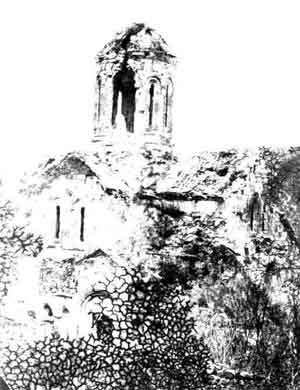
Le monastère à l'époque de sa restauration par le prince Gagarine
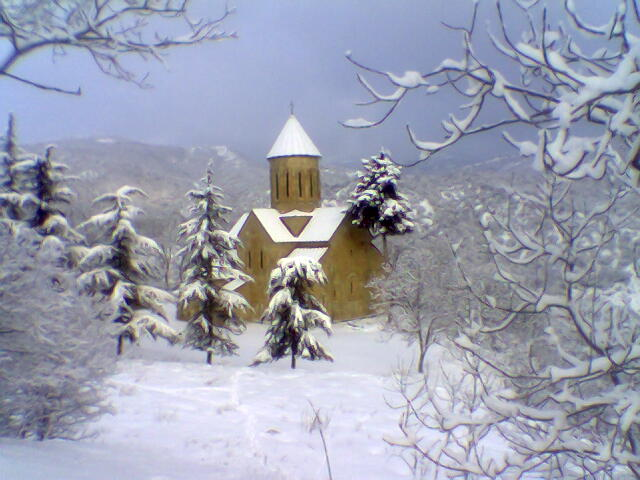
Béthanie sous la neige
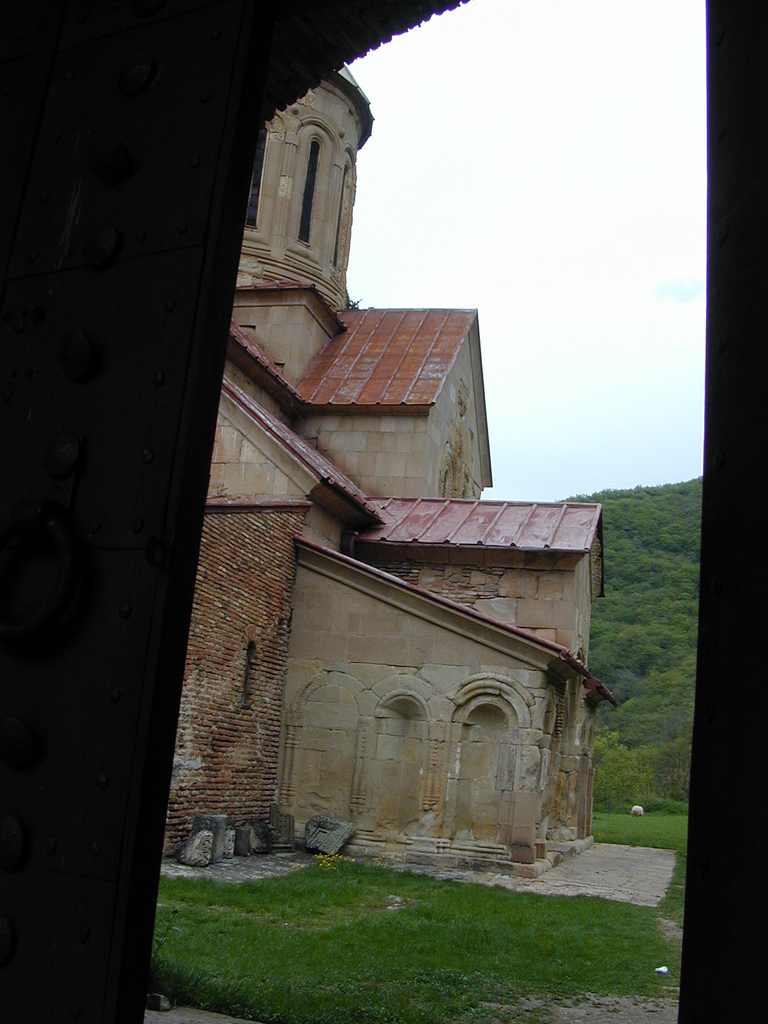
Détails de l'église de Béthanie
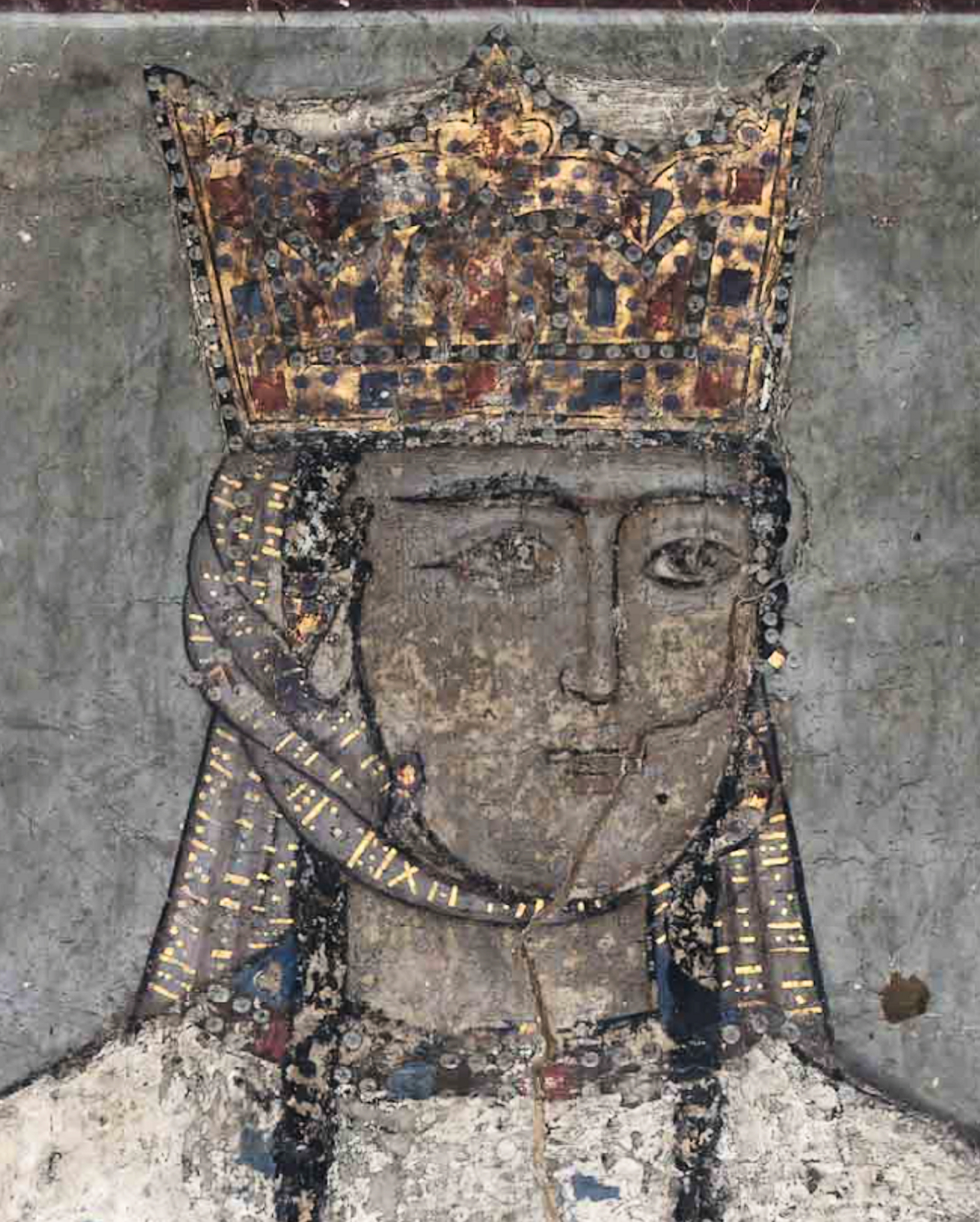
Portrait de la reine Thamar

## Fresques

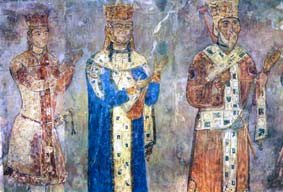
Fresques représentant Georges III, Thamar et Georges IV

Le monastère est réputé pour ses fresques du Moyen Âge dont certains fragments subsistent comme celui du Christ en gloire sur son trône, derrière l'autel de l'église de la Nativité-de-la-Mère-de-Dieu. Les murs de l'abside de l'autel sont décorés des représentations de prophètes de l'Ancien Testament avec des inscriptions en géorgien ancien. Le mur nord est recouvert des scènes de la Passion du Christ, le mur sud de scènes de l'Ancien Testament et le mur occidental de la représentation du Jugement dernier.
Le transept nord est décoré de personnages royaux (vers 1207). On remarque la figure de Georges III de Géorgie, de la reine Thamar, du fils de cette dernière Georges IV. Celui-ci est représenté tenant une épée et couronné, ce qui laisse à penser que les fresques ont été peintes après son couronnement en 1207. Le portrait de la reine Thamar est celui qui est reproduit sur les billets de 50 laris.

## Sources
- (en) Cet article est partiellement ou en totalité issu de l’article de Wikipédia en anglais intitulé « Betania monastery » (voir la liste des auteurs).